# Bartolomeo Ferracina
Bartolomeo Ferracina (Solagna, 18 agosto 1692 – Solagna, 24 dicembre 1777) è stato un orologiaio e ingegnere italiano.

## Biografia

### Origini, formazione e carriera

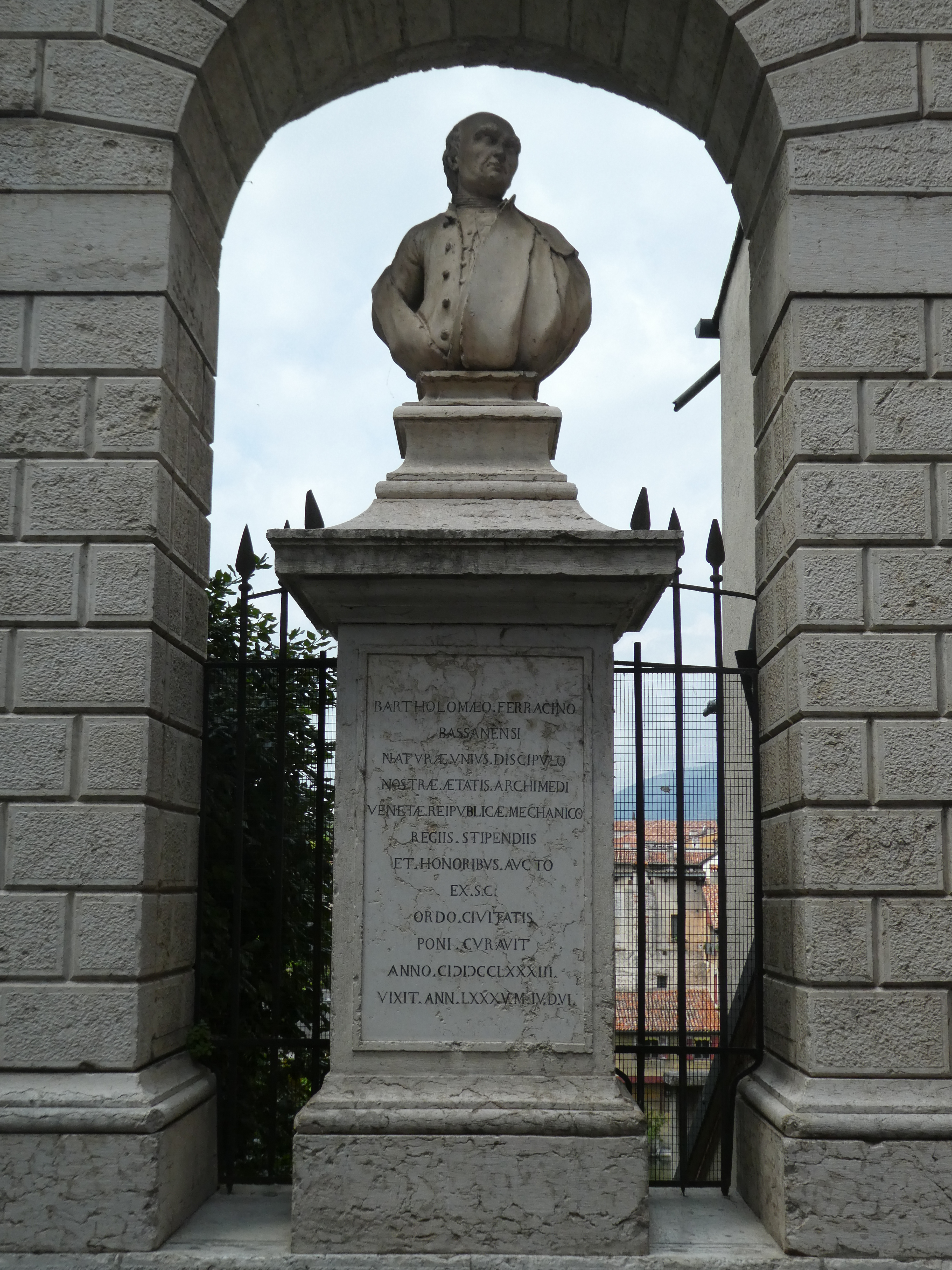
Monumento a Bassano del Grappa

Figlio di Giovanni Battista e Maria Cavallin, nacque in un'umile famiglia di barcaioli del canale di Brenta. Uomo di montagna dal carattere schivo e dallo spiccato senso pratico, già a nove anni dimostrò una vocazione ingegneristica progettando semplici macchinari per affilare o segare azionati dal vento. Del suo talento se ne accorse l'arciprete di Solagna, Francesco Reato, il quale gli conferì una prima istruzione per poi introdurlo agli ambienti del patriziato veneziano.
Nel 1716 diede prova della propria abilità riparando un orologio Quare di Giambattista Rezzonico, padre del futuro papa Clemente XIII. Altro decisivo incontro fu quello con Paolo Antonio Belegno, proprietario di un palazzo a Bassano, per il quale non solo riparò orologi, ma realizzò anche alcune singolari macchine: costruì una tromba in grado di suonare automaticamente modulando cinque voci e un apparecchio idraulico che riproduceva la coclea di Archimede (1730).
Tramite il Belegno venne in contatto con Giovanni Poleni, professore di fisica all'università di Padova, con il quale entrò in collaborazione acquisendo le nozioni e le mentalità dell'ingegneria, specialmente idraulica, delle quali necessitava il suo talento naturale. Fu proprio per la sua formazione non accademica se il Ferracina non venne mai pienamente coinvolto in quel movimento illuministico rivolto alle macchine e alle loro applicazioni e che era assai vivace in Veneto.
Tra le altre amicizie, va ricordato il marchese vicentino Luigi Sale, animatore di un laboratorio scientifico, con il quale realizzò diverse macchine e concepì un progetto per lo sfruttamento di una miniera nei pressi di Valdagno. Va citato inoltre il patrizio veneziano Filippo Farsetti, esperto di scienze naturali e mecenate, per il quale costruì un sistema per deviare l'acqua del Muson Vecchio al parco della sua villa di Santa Maria di Sala (1763).

### Orologiaio

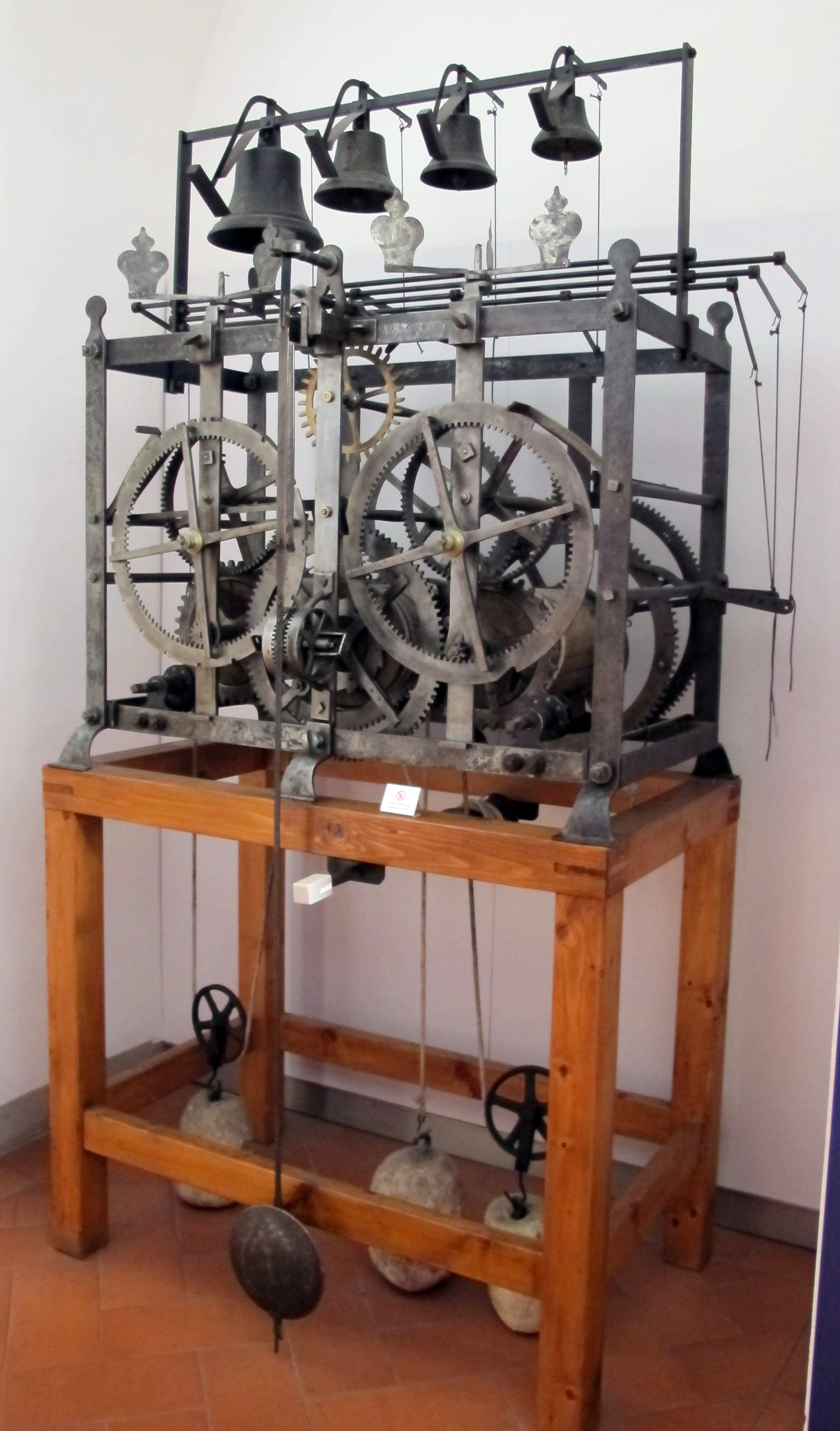
Meccanismo per orologio da torre, conservato al Museo Galileo di Firenze.

Fu questa attività a procurargli la notorietà presso l'opinione pubblica. Realizzò modelli di qualsiasi tipo e dimensione, dagli orologi a pendolo a quelli con automi, da quelli da tavola a quella da torre, più o meno dettagliati con l'indicazione delle fasi lunari, del moto degli astri e dello zodiaco. D'altro canto, si limitò ad applicare le conoscenze già note senza inventare alcun nuovo meccanismo.
Dei suoi esemplari, si citano quelli per i campanili di Marostica, Solagna, Pove, Campolongo sul Brenta (1740), Poveglia (1745), Canove (1746), Asolo (1747), Lusiana, Rovole, Romano d'Ezzelino, della Basilica di Sant'Antonio, cui si aggiungono quelli per la Torre Bissara di Vicenza (1741), per la torre civica di Bassano (1742-47), per la torre di villa Soderini a Mussolente (1742), per il patriarcato di Venezia e per il seminario di Vicenza.
Particolare fama gli diede la ricostruzione dell'orologio della torre di piazza San Marco (1752-1757), cui aggiunse poi il meccanismo dei re magi (1758-1759).
Nella maturità si dedicò prevalentemente all'ingegneria idraulica, affidando ai figli Giambattista e Maria le numerose commissioni riguardanti l'orologeria.

### Ingegnere
La sua prima opera in questo senso fu alla Serra di Pontalto dove realizzò una chiusa sul Fersina per ovviare alla minaccia di alluvioni sulla città di Trento (1747-1749).
Poco dopo fu scelto per ricostruire il ponte di Bassano, distrutto nell'estate del 1748 da una piena eccezionale. Basandosi, secondo quando pattuito, sul disegno di Andrea Palladio, concluse l'impresa in due fasi, nel 1750-1751 e nel 1753-1754. Nonostante le diffidenze di chi avanzava dubbi sulla sua competenza, il risultato fu eccezionale e si guadagnò il plauso di esperti e opinione pubblica.
La celebrità che ne conseguì lo vide sempre più richiesto dai Savi ed esecutori alle Acque, i magistrati che si occupavano delle opere di progettazione e manutenzione idraulica nella Repubblica di Venezia. Gli fu affidata la sistemazione della rotta dell'Adige a Sant'Urbano e la risistemazione di ponti, argini e strade nel Canal del Ferro in Friuli (1755-1756).
Nel 1758 fu chiamato dal comune di Padova per ricostruire la volta di piombo del palazzo della Ragione, abbattuta da una tromba d'aria due anni prima; nonostante le difficoltà tecniche e le critiche di coloro che ancora diffidavano di lui, anche in questo caso se la cavò brillantemente.
Ripristinò la strada del Canale di Brenta e quindi gli argini di Polesella (1758-1761), ricostruì un ponte sul Noncello (1760) e fu chiamato come consulente per il rifacimento dei Colmelloni del canale Brentella a Limena (1760-1761). Per il comune di Vicenza concepì un progetto per evitare le alluvioni del Bacchiglione e del Retrone.
Nel 1761 venne ufficialmente assunto dai Savi come ingegnere pubblico, con un assegno di cinquanta ducati mensili, spesso arricchito da premi in funzione della dimensione e della difficoltà dei lavori. Nei quindici anni successivi Ferracina raggiunse l'apice della sua attività, portandosi in tutti i territori della Serenissima a ispezionare, progettare e dirigere le più disparate opere.
Fornì perizie sull'Isonzo a Monfalcone (1762-1763), sul Piave e sulla Brentella a Sarmeola, eseguì lavori sul Libadore a Pirano (1762) e sul Piave a Lovadina (1762). A Pellestrina realizzò un particolare "prisma" frangiflutti (1763), fu quindi a Pontebba (1763, 1766), poi a Conche per la costruzione di un ponte canale (1764 e 1765) e sulla Brentella di Pederobba per l'innalzamento di arginature (1764-1765, 1767, 1770, 1771). Impegnato nel recupero di un'imbarcazione affondata nel canale di Poveglia, tornò in seguito ai Colmelloni di Limena (1773).
In molte di queste occasioni la sua vocazione per la meccanica gli fu utile per realizzare macchinari che facilitassero i lavori. Alla Serra di Pontalto e a Pontebba si era servito di macchine per spostare i massi, mentre per la realizzazione del ponte di Bassano ideò una celebre battipali (ne resta una riproduzione all'Istituto di fisica dell'Università di Padova). A queste si aggiungono una macchina per sollevare la cupola della torre Bissara di Vicenza (1738), gli assi per i due mappamondi del monastero di San Giorgio Maggiore di Venezia (1746), alcuni marchingegni per le cartiere Remondini e un torchietto per lettere per il conte Valerio Pozzo. Per la Zecca di Venezia realizzò un laminatoio e un torchio (1767). Ormai ottantenne, progettò una sega circolare per livellare la palizzata che costituiva le fondamenta di villa Pisani a Stra.

### Gli ultimi anni
Al termine della sua brillante carriera, il Ferracina disponeva di un consistente patrimonio e di una celebrità che andava oltre i confini della Serenissima. Trascorse tuttavia gli ultimi anni di vita in ritiro nel paese natale, senza smettere di dispensare, almeno per iscritto, consulenze ingegneristiche.
La sua fama proseguì anche dopo la morte, come testimoniano il busto realizzato da Giuseppe Bernardi detto Torretti (dedicatogli dall'abate Giambattista Roberti), i ritratti e le varie biografie.